# Reichenau an der Rax
Reichenau an der Rax é um município da Áustria localizado no distrito de Neunkirchen, no estado de Baixa Áustria.